# ХК Младост
КХЛ Младост је хокејашки тим из Загреба.

## Трофеји
- Хокејашка лига Југославије:
  - Првак (2) : 1947, 1949
- Хокејашка лига Хрватске:
  - Првак (1) : 2008
- Панонска Лига:
  - Првак (1) : 2008